# Motorová jednotka 835
Motorová jednotka řady 835 je české označení pro dvoudílnou motorovou jednotku typu RA1 (výrobní typ 731.35), kterou vyrábí ruský závod Metrovagonmaš v Mytišči. Jednotky jsou dodávány do Ruska, Ukrajiny a Maďarska, jeden kus zkušebně jezdil také v Česku.

## Technický popis
Maximální rychlost jednotky je 100 km/h, jmenovitý výkon 630 kW, celková hmotnost 80,5 t, počet míst k sezení 145. Jednotka je sestavena ze dvou motorových vozů. Každý vůz má vlastní naftový motor a převodovku, které jsou zavěšeny na spodku karoserie. Samonosná vozová skříň jednotky je svařena z ocelových profilů, bočnice jsou vyrobeny z nerezového plechu, čela jsou z laminátu. Na čelech jednotky jsou umístěna poloautomatická spřáhla. Interiér prvního vozu je rozdělen na stanoviště strojvedoucího, velkoprostorový oddíl pro cestující, nástupní prostor, oddíl pro cestující s kabinou WC a mezivozový přechod. Druhý vůz má interiér shodný, jedinou výjimkou je absence buňky s WC. Pro nástup a výstup cestujících má každý vůz na obou stranách vždy jedny dvoukřídlé dveře přibližně uprostřed délky vozidla.

## Provoz jednotky řady 835 v Česku

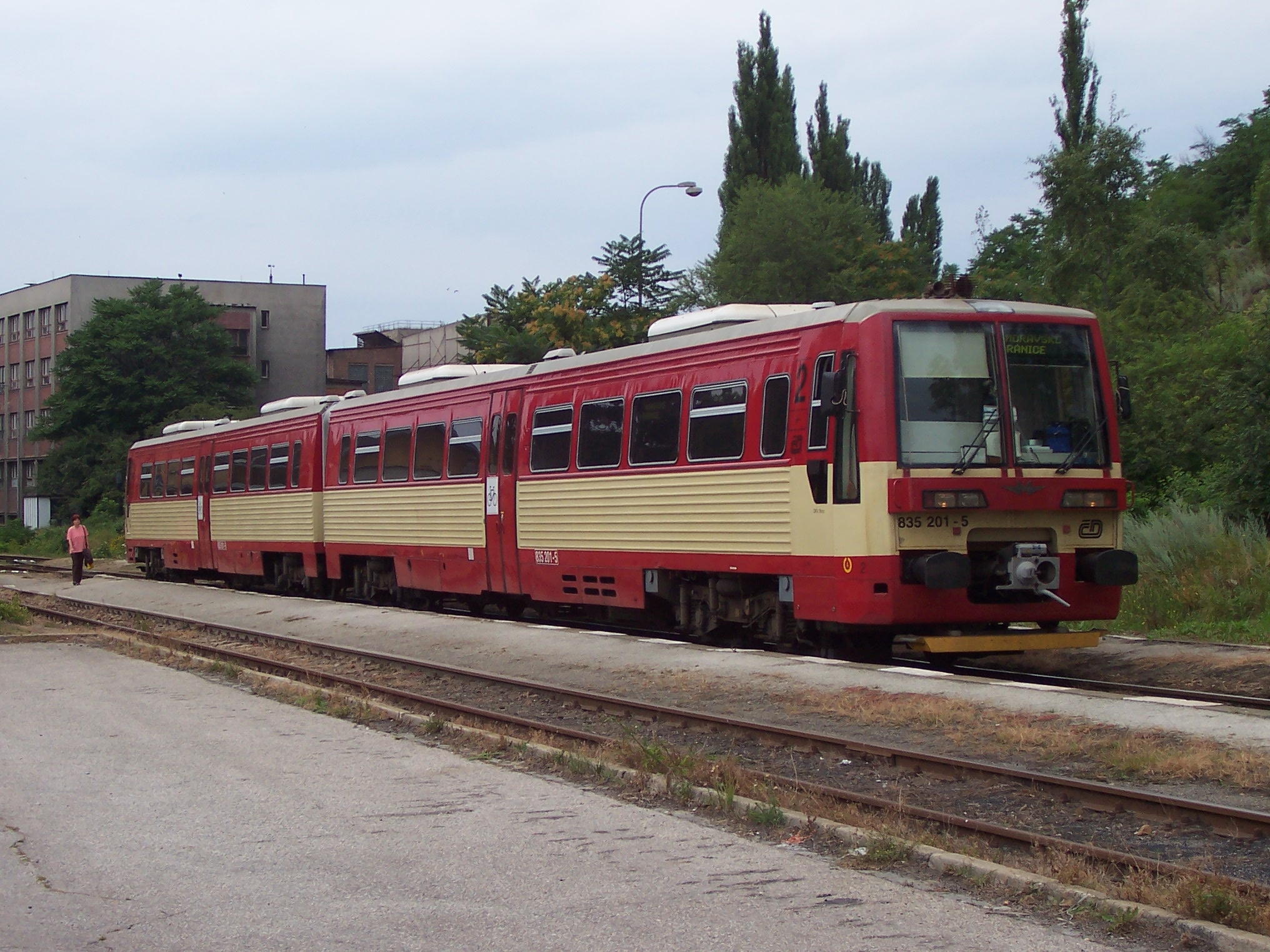
Jednotka 835 na nádraží v Oslavanech

Dvoudílná jednotka pozdější řady 835 dorazila z Mytišči do Brna 6. září 2003 jakožto návrh na vyrovnání ruského dluhu. Do vyřízení formalit pro zkušební provoz v ČR byla jednotka uschována v depu Brno-Maloměřice a posléze Brno-Horní Heršpice. 7. prosince 2003 byla přepravena na Železniční zkušební okruh Cerhenice (ŽZO) a poté absolvovala zkušební jízdy na ŽZO i na tratích SŽDC. 5. ledna 2005 vydal Drážní úřad povolení ke zkušebnímu provozu jednotky s cestujícími a jednotce byla přidělena řada 835, přičemž každý díl má vlastní inventární číslo. Jednotlivé vozy prototypu byly tedy označeny jako 835.001 a 835.201. Jednotka byla majetkem firmy Elektromechanika Úvaly a byla pronajata Českým drahám na dobu zkušebního provozu. Před zahájením zkušebního provozu byla provedena mj. aktualizace software řídicího systému Lokel Intelo, načtení dat a oživení vnitřního a vnějšího informačního systému, prověření vlakového zabezpečovače LS 90, doplnění orientačních piktogramů do interiéru a na skříň jednotky. Zkušební provoz s cestujícími byl zahájen 14. února 2005. Po několika měsících byl provoz ukončen a jednotka byla vrácena majiteli. V květnu 2007 byla jednotka dopravena do Maďarska, kde slouží jako zdroj náhradních dílů pro jednotky téhož typu, které jsou v Maďarsku provozovány pod řadovým označením 63-41.